# Альбрехт фон Аттемс
Граф Альбрехт фон Аттемс (нім. Albrecht Graf von Attems; 29 січня 1888, Подгора — 23 квітня 1964, Відень) — австро-угорський офіцер-підводник, лейтенант лінкора.

## Біографія
1 липня 1908 року вступив на флот. Учасник Першої світової війни. З 22 липня по 5 серпня 1915 року — командир підводного човна U-6, з 26 лютого по 12 червня 1917 року — U-17, з 15 червня по 26 липня 1917 року — U-10.

## Звання
- Морський кадет (1 липня 1908)
- Морський фенріх (1 липня 1910)
- Лейтенант фрегата (1 травня 1911)
- Лейтенант лінкора (1 листопада 1915)

## Нагороди
- Ювілейний хрест
- Медаль «За військові заслуги» (Австро-Угорщина)
- Пам'ятна військова медаль (Австрія) з мечами
- Почесний хрест ветерана війни з мечами